# Dinastia Sanjaya
La dinastia Sanjaya era un'antica dinastia giavanese che governò il Regno di Mataram a Giava durante il primo millennio d.C.. La dinastia fu un'attiva promotrice dell'Induismo nell'antica Giava.
Secondo l'iscrizione di Canggal (in sanscrito), la dinastia fu fondata nel 732 da Sañjaya.